# 後藤博
後藤 博（ごとう ひろし、1973年4月8日 - ）は、日本のテレビディレクター・ドキュメンタリー作家。山口県出身。GHKクリエーションズ代表取締役。

## 来歴
大阪芸術大学卒業後、映像制作に携わる。大阪の制作会社を経て、共同テレビジョン所属。

## 主な演出作品

### ドキュメンタリー番組
- 金曜プレステージ（フジテレビ）
  - 「勘三郎 感動密着413日」（2009年）
  - 「森光子 完全密着533日〜放浪記2000回舞台裏」（2009年）
  - 「勘三郎が泣いた!勘太郎挙式&感動秘話〜さよなら歌舞伎座SP」（2010年）
  - 「勘三郎密着!涙の復帰スペシャル 闘病そして震災…激動の553日」（2011年、文化庁芸術祭参加作品）
- ザ・ノンフィクション（フジテレビ）
  - 「僕がホストになった理由〜ナニワの青春物語」（2006年）
  - 「僕がホストになった理由2〜友情と裏切りの街角」（2007年）
  - 「ホストの前に人間やろ〜ナニワの青春物語3」（2008年）
  - 「驕り〜ホストの前に人間やろ4」（2009年）
  - 「ホストの前に人間やろ5 ラオスのおばあちゃん」（2011年）
  - 「アイドルすかんぴん」（2011年）
  - 「アイドルすかんぴん2」（2012年）
- 中村勘三郎スペシャル 伝えるべき大切なもの（2007年、フジテレビ）
- ノンフィクションW（WOWOW）

### バラエティ番組
- 壮絶夫婦ゲンカ!ダメ亭主に妻ブチ切れ実況中継スペシャル!!（テレビ朝日）
- 昼下がりど真ん中（関西テレビ）
- 痛快!エブリデイ（関西テレビ）
- 穴ねのね（関西テレビ）
- ゲンキ王国（関西テレビ）
- 満たして好奇心（関西テレビ）
- ウソか誠か!?（関西テレビ）
- テレビヤンネット（読売テレビ）
- F-CUBE「ザ・プレミア」（関西テレビ）
- 知っとく（テレビ大阪）
- リーブ21発毛選手権スペシャル（BSフジ）
- 免疫細胞療法最前線スペシャル（BSフジ）
- BS熱中夜話（NHK-BS2）
- Back up〜必見!日本の元気を応援するテレビ（フジテレビ）